# Federación de la Democracia Cristiana
Federación de la Democracia Cristiana (FDC) fue una organización política española formada el 14 de abril de 1977 por Izquierda Democrática de Joaquín Ruiz-Giménez y Federación Popular Democrática de José María Gil-Robles y Quiñones.
Fue liderada por Manuel Hidalgo, Juan Bermúdez de Castro, Francisco Soroeta y Cristóbal García. Formó con Unió Democràtica del País Valencià la coalición electoral FDC-Equipo de la Democracia Cristiana para las elecciones generales españolas de 1977. Después del fracaso electoral (215 000 votos y un poco más del 1 % de los votos) el 24 de septiembre de 1977 Izquierda Democrática se retiró de la federación, y esta se fusionó con otras agrupaciones políticas dentro de la Democracia Cristiana en un congreso fundacional el 4 y 5 de febrero de 1978.

## Integrantes
Al momento de las elecciones de 1977, la Federación de la Democracia Cristiana estaba compuesta por:
- Federación Popular Democrática
  - Democracia Cristiana de Castilla
  - Democracia Cristiana Vasca
  - Democracia Cristiana Murciana
  - Democracia Cristiana del Oeste
  - Democracia Cristiana Aragonesa
  - Democracia Cristiana Andaluza
- Izquierda Democrática